# Кондотијери
Кондотијери (итал. Condottieri) су били вође италијанских најамничких компанија (итал. compagnie di ventura) у периоду од 14. до 16. века.

## Етимологија
Назив кондотијери изводи се од италијанске речи condotta - уговора којим се компанија ставља у службу неке државе (града, кнежевине) за одређено време. Banco di condotta се у 15. веку звало место где се водио тачан регистар војника, пратилаца и коња најамничке компаније, и одакле се вршио обрачун са послодавцем у чијој је служби била компанија.

## Историја
Кондотијери су за разлику од других вођа најамничких формација (Каталонска компанија, Велике компаније) били апсолутни господари својих компанија: они су окупљали војнике око себе ради сопственог интереса, добити, моћи и славе. Првобитно су кондотијери у Италији били странци: немачки витез Вернер Урслинген, провансалски фрањевац Моријале, бивши лондонски кројач Џон Хоквуд. Еру италијанских кондотијера отворила је победа Алберика да Барбијана (итал. Alberico da Barbiano) 30. априла 1380. код Марина, коју је извојевао у служби папе над гаскоњским и бретонским најамницима.
Кондотијери су често били феудалци, као Барбијано, Сигисмондо Пандолфо Малатеста, Чезаре Борђа, Фабрицио Колона и Просперо Колона. У том случају језгро њихове компаније чинили су, обично, њихови кметови. Но кондотијери су некад и плебејци, истакнути ратници као Муцио Сфорца и Кармањола, који су захваљујући својој репутацији, окупљали око себе професионалне ратнике жељне добити. У оба случаја кондотијери бирају своје војнике, дисциплинују их и плаћају, а сами за свој рачун праве уговор с послодавцем. Само су они одговорни за поступке својих војника на које имају неограничена права, али се о њима и старају. Уговором се, обично, предвиђао рок трајања службе, новчана накнада и јачина компаније. Уговор између војводе Милана Франческа Сфорце, који је раније и сам био кондотијер, и маркиза Гуљелма да Монферата (итал. Guglielmo da Monferrato), на пример, закључен је 1448. на 8 месеци, за 700 копаља и 500 пешака, а за суму од 6.000 форинти месечно; сем тога, маркиз је за опрему сваког копља (итал. prestanza) примио 40 дуката. За разлику од страних компанија које су пре тога пљачкале Италијом, кондотијери, чвршће везани за одређену територију, нису имали рачуна да становништво економски и физички уништавају.
По образовању, карактеру и способностима кондотијери су се разликовали. Али, сви су настојали да се трајно прославе ратним подвизима, да стекну богатство и политичку моћ, што иде, најчешће, на штету њихових послодаваца - градова, црквених прелата, кнежева - којима се вође најамника често намећу као господари. Ради тога они изазивају, подстичу и распламсавају ратове. Без скрупула, идући само за својим личним интересима, догађало се да на најподлији начин издају своје господаре, савезнике, колеге. Широм Италије настају тако многобројна господства (итал. signorie) кондотијера: Брачо да Монтоне (итал. Braccio da Montone) завладао је Перуђом, Бартоломео Колеони влада низом феудалних поседа у подручју Бергама, а Франческо Сфорца, најсрећнији од свих, постаје војвода Милана. На власти, у духу епохе (ренесанса), настоје да се прославе и као мецене великих уметничких дела. За читав век историја Италије тесно је везана за амбиције, борбе и успехе кондотијера.

## Организација и тактика
Компаније кондотјера састоје се од низа копаља (итал. barbuta) од по 3 човека, од којих је само један борац - тешко наоружан и опремљен као витез свог времена; 5 копаља чине posto, 10 - декурију, а 25 - стег (итал. banniera); последњи су непосредно потчињени кондотијеру. Пешаци (итал. fanti), наоружани су луком или, чешће, самострелом и широким кратким мачем. временом, пешаци су све бројнији у бандама кондотијера. Чезаре Борђа је 1502. имао 4.850 пешака, 240 тешких и 290 лаких коњаника. Аркебузе се јављају тек при крају епохе кондотијера. Артиљерија се употребљава само у тврђавској војни. Ефективи компанија кондотијера нису најчешће прелазили неколико стотина људи. Као све вође најамника и кондотијери су знали водити по списку фиктивне војнике, па је врло тешко утврдити праву јачину њихових компанија и када се располаже оригиналним уговором.
Тактика кондотијера је, у основи, тактика епохе, дакле витезова - оклопних коњаника, подржаних мање или више, борбом расутих пешака. Али, долазила је до изражаја и индивидуалност команданата. Према темпераменту вође, неке су компаније необуздано нападале, неке вешто маневрисале, неке су се знале упорно бранити.
Макијавели је речито и оштро осудио систем кондотијера. Тврдио је да су битке кондотијера биле махом намештене и бескрвне, да су се они међусобно штедели, што су за њим понављали многи писци. Модерна критика дошла је до других закључака. У свему, кондотијери су у Италији оживели ратнички дух, унапредили ратну вештину, а пре свега истисли странце из Италије. Њих су ангажовали и ван земље.

## Опадање и нестанак
Кондотијери су почели нестајати у другој половини 15. века, кад кнежеви и републике настоје да ангажују најамнике непосредно, индивидуално или у малим групама и када стабилнија политичка равнотежа Италије све више отежава њихове самовољне акције. У међувремену, њихова у основи средњовековна тактика превазиђена је променама насталим ван Италије. Инвазија француског краља Шарла VIII 1494–1495. са организованом швајцарском пешадијом и артиљеријом задала је смртни ударац кондотијерству у Италијанским ратовима. Ђовани Медичи је касније, двадестих година 16. века, створио својим престижом Црне банде (итал. Bande Nere), али он је био последњи велики кондотијер.